# Idrogenasi
Una idrogenasi è un enzima che catalizza l'ossidazione reversibile di idrogeno molecolare (H2), come mostrato in seguito:
1. H2 + Aox → 2H+ + Ared
2. 2H+ + Dred → H2 + Dox

Il consumo di idrogeno (1) è accoppiato alla riduzione di accettori di elettroni quali ossigeno, nitrato, solfato, anidride carbonica e fumarato. D'altra parte, la riduzione dei protoni (2) è accoppiata all'ossidazione dei donatori di elettroni quali ferredossina (FNR), e serve a smaltire gli elettroni in eccesso nelle cellule (essenziale nella fermentazione del piruvato). Sia composti a basso peso molecolare sia proteine come FNR, citocromoc3 e citocromo c6 possono agire come donatori o accettori fisiologici di elettroni per l'idrogenasi.

## Classificazione strutturale

Struttura dei siti attivi dei tre tipi di idrogenasi, rappresentate mediante proiezione a cuneo e tratteggio.

Le idrogenasi sono classificate in base a quale dei seguenti tre tipi di atomi metallici costituiscono il sito attivo: [NiFe], [FeFe] e [Fe]-only. Fino al 2004 si pensava che l'idrogenasi [Fe]-only fosse priva di atomi metallici (metal-free). Poi, Thauer e colleghi hanno dimostrato che le idrogenasi metal-free in realtà contengono un atomo di ferro nel loro sito attivo. Queste proteine contengono solo un sito [Fe] attivo e senza centri ferro-zolfo, in contrasto con le idrogenasi [FeFe]. Le idrogenasi [NiFe] e [FeFe] hanno alcune caratteristiche comuni nella loro struttura: ogni enzima ha un sito attivo e alcuni centri Fe-S che sono racchiusi nella proteina. Il sito attivo, che è luogo dove avviene la catalisi, è anche un metallocluster, e ogni metallo è coordinato dai ligandi monossido di carbonio (CO) e cianuro (CN-).

### Idrogenasi [NiFe]

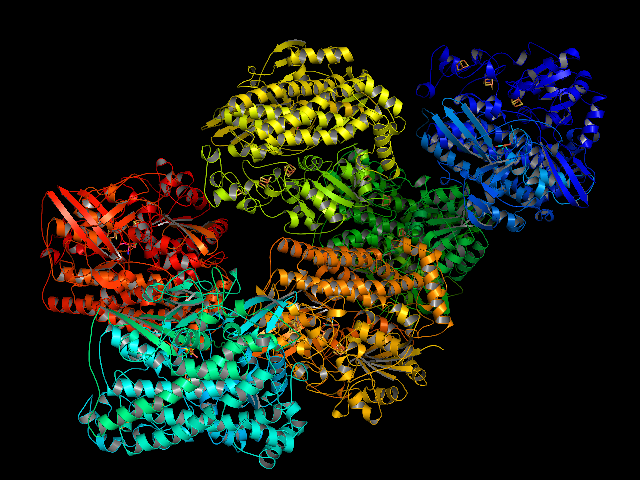
Struttura cristallina della idrogenasi [NiFe

Le idrogenasi [NiFe] sono proteine eterodimeriche costituite da una subunità piccole (S) e una grande (L). La subunità S contiene tre cluster ferro-zolfo mentre la subunità L contiene il sito attivo: un centro nichel-ferro che è collegato al solvente da un tunnel molecolare. In alcune idrogenasi [NiFe] uno dei residui di cisteina che normalmente coordinano il nichel è sostituita da selenocisteina. Sulla base della similarità di sequenza, tuttavia, le idrogenasi [NiFe] e [NiFeSe] devono essere considerate una singola superfamiglia. Ad oggi sono stati trovate idrogenasi periplasmatiche, citoplasmatiche, e citoplasmatiche legate alla membrana. Le idrogenasi [NiFe], quando isolate, si trovano a catalizzare sia l'evoluzione sia l'assorbimento di H2, tramite l'azione di citocromi multieme a basso potenziale quali il citocromo c3, che agiscono sia come donatori sia come accettori di elettroni, a seconda del loro stato di ossidazione. In generale, tuttavia, le idrogenasi [NiFe] sono più attive nell'ossidare H2.
Come le idrogenasi [FeFe], le [NiFe] sono note per essere inattivate da ossigeno molecolare (O2). Nel 2005 è stato scoperto che una nuova idrogenasi derivante da Ralstonia eutropha sembra essere tollerante all'ossigeno. Questa scoperta ha aumentato la speranza che le idrogenasi possano essere usate nella produzione di idrogeno molecolare tramitescissione dell'acqua, in un processo di fotosintesi artificiale.

### Idrogenasi [FeFe]

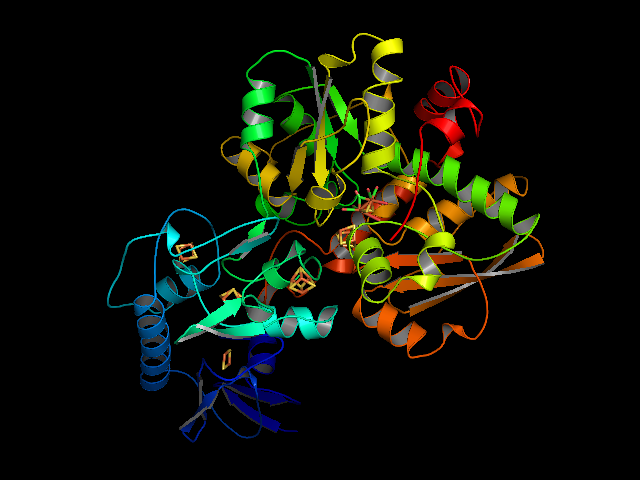
Struttura cristallina della idrogenasi [FeFe

Le idrogenasi contenenti cluster Fe-S o nessun altro atomo metallico oltre al ferro sono chiamati idrogenasi [FeFe]. Sono note tre famiglie di questo tipo di idrogenasi:
- idrogenasi citoplasmatiche, solubili e monomeriche, trovate in organismi anaerobi stretti come Clostridium pasteurianum e Megasphaera elsdenii . Esse sono estremamente soggette ad inattivazione da parte dell'ossigeno molecolare e catalizzano sia l'evoluzione che l'assorbimento di idrogeno molecolare.
- idrogenasi periplasmatiche ed eterodimeriche presenti in varie specie di Desulfovibrio, che possono essere purificate in presenza di ossigeno e catalizzano principalmente l'ossidazione di H2 .
- idrogenasi solubili e monomeriche, che si trovano nei cloroplasti dell'alga verde Scenedesmus obliquus, e che catalizzano l'evoluzione di H2. La ferredossina Fe2S2] agisce come donatore naturale di elettroni, agendo da ponte tra l'enzima e la catena di trasporto degli elettroni fotosintetica.

In contrasto alle idrogenasi [NiFe], le [FeFe] sono generalmente più attive nella produzione di idrogeno molecolare. In letteratura sono riportate frequenze di turnover (TOF) nell'ordine di 10.000 s-1 per l'idrogenasi [FeFe] d Clostridium pasteurianum. Ciò ha portato ad un'intensa attività di ricerca con particolare attenzione all'uso di idrogenasi [FeFe] per la produzione sostenibile di H2.

### Idrogenasi [Fe]-only

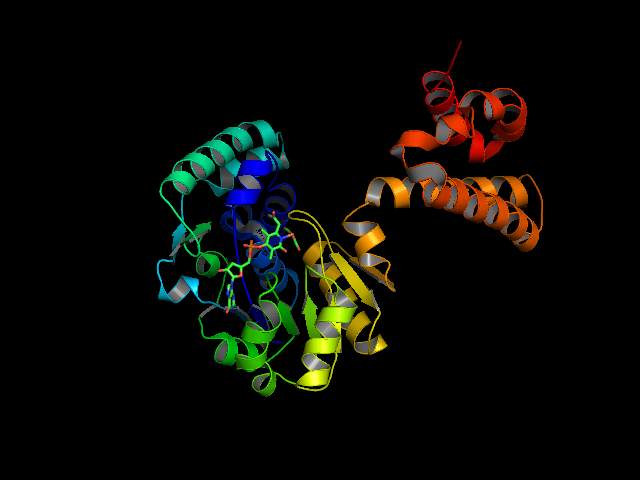
Struttura cristallina della idrogenasi [Fe

L'idrogenasi [Fe]-only chiamata 5,10-meteniltetraidrometanopterina idrogenasi (EC 1.12.98.2), ritrovata negli Archaea metanogeni, non include né nichel né cluster ferro-zolfo ma un cofattore (5,10-meteniltetraidrometanopterina o 5,10-metenil-THMPT) contenente ferro che è stato caratterizzato tramite diffrazione dei raggi X.
A differenza degli altri due tipi, queste idrogenasi si trovano solo in alcuni i archeobatteri metanogenici idrogenotrofi. Sono inoltre dotate di un meccanismo enzimatico fondamentalmente diverso in termini di partner redox e di come gli elettroni vengono condotti al sito attivo. Nelle idrogenasi [NiFe] e [FeFe] gli elettroni viaggiano attraverso una serie di cluster organometallici che coprono una distanza relativamente lunga; durante tutto il processo le strutture del sito attivo rimangono inalterate. Nelle idrogenasi [Fe]-only, tuttavia, gli elettroni vengono consegnati direttamente al sito attivo lungo un percorso che copre una breve distanza. Il cofattore metenil-THMPT+ accetta direttamente l'idruro (H-) nel processo. Queste idrogenasi sono anche conosciute come metilene-THMPT deidrogenasi formanti H2, poiché la sua funzione è la riduzione reversibile della metenil-THMPT+ a metilene-THMPT. L'idrogenazione di una metenil-THMPT+ avviene nel modo inverso alla produzione di idrogeno, che è il caso che si verifica per gli altri due tipi di idrogenasi. Sebbene il meccanismo esatto della catalisi sia ancora in studio sembra evidente che avvenga innanzitutto la scissione eterolitica dell'idrogeno molecolare da parte del Fe(II), quindi avvenga il trasferimento dell'idruro al carbocatione dell'accettore.

## Meccanismo di azione
Il meccanismo molecolare con il quale protoni vengono convertiti in molecole di idrogeno dall'idrogenasi è ancora in corso di studio. Un approccio comune per studiare il meccanismo molecolare impiega la mutagenesi al fine di chiarire il ruolo di particolari amminoacidi e ligandi in diverse fasi della catalisi, ad esempio durante il trasporto intramolecolare di substrati. Per esempio, Cornish e colleghi ha condotto scoperto tramite mutagenesi che quattro amminoacidi, situati lungo il canale putativo che collega il sito attivo e la superficie dell'enzima, sono fondamentali per la funzione enzimatica delle idrogenasi [FeFe] di Clostridium pasteurianum. D'altra parte, si può anche contare su analisi di calcolo e simulazioni: Nilsson e Lill Siegbahn hanno adottato questo approccio per indagare il meccanismo con cui le idrogenasi [NiFe] catalizzano la scissione di idrogeno molecolare. I due approcci sono complementari e possono beneficiare l'uno dell'altro. Infatti, Cao e Hall hanno combinato entrambi gli approcci per sviluppare il modello che descrive come le molecole di idrogeno sono ossidate o prodotte all'interno del sito attivo delle idrogenasi [FeFe]. Sebbene ad oggi siano necessari più dati sperimentali per delucidare il meccanismo che sta alla base della catalisi, questi risultati hanno permesso agli scienziati di applicare queste conoscenze, ad esempio, alla costruzione di catalizzatori artificiali che imitano i siti attivi di delle idrogenasi.

## Funzione biologica
Supponendo che l'atmosfera della Terra fosse inizialmente ricca di idrogeno, gli scienziati ipotizzano che le idrogenasi si siano evolute per produrre energia a partire da (o sotto forma di) idrogeno molecolare. Di conseguenza, le idrogenasi possono aver favorito la proliferazione di microrganismi in simili condizioni ambientali o persino aver peremsso ad interi ecosistemi di basarsi sull'idrogeno. Nelle profondità marine, dove altre forme di energia come la luce solare non sono disponibili, sono state individuate comunità di microrganismi il cui metabolismo è basato sulla sintesi di idrogeno molecolare. Sulla base di queste osservazioni sembra che il ruolo primario delle idrogenasi sia la generazione di energia, sia per se stessi sia per gli altri organismi all'interno di una comunità.
Le idrogenasi hanno anche altre funzioni, di più recente scoperta: idrogenasi bidirezionali possono anche fungere da "valvole" per regolare l'eccesso di equivalenti riducenti, soprattutto in microrganismi fotosintetici. Tale ruolo investe le idrogenasi di un ruolo fondamentale nel metabolismo anaerobico. Inoltre, le idrogenasi possono anche essere coinvolte nell'immagazzinamento di energia mediato da membrane attraverso la generazione di una forza proton-motrice transmembrana. Vi è anche la possibilità che idrogenasi siano responsabili del biorisanamento di composti clorurati. Le idrogenasi in grado di rimuovere H2 possono aiutare il recupero di contaminanti metallici in forme non tossiche. È interessante notare che queste idrogenasi in grado di assorbire idrogeno sono state individuate anche in batteri patogeni e parassiti, nei quali si ritiene che tali anzimi siano coinvolti nella loro virulenza.

## Applicazioni
Le idrogenasi sono state scoperte nel 1930, e da allora hanno attirato l'interesse di molti ricercatori, tra cui i chimici inorganici che hanno sintetizzato una serie di idrogenasi strutturalmente simili a quelle naturali. Comprendere il meccanismo catalitico delle idrogenasi potrebbe aiutare gli scienziati a progettare fonti di energia pulita di origine biologica (basate ad esempio su alghe) che producono idrogeno.

### Produzione biologica di idrogeno
Vari sistemi sono in grado di scindere l'acqua in O2 e H+ a partire dalla luce solare incidente. Allo stesso modo numerosi catalizzatori, sia chimici o biologici, sono in grado di ridurre l'H+prodotto in H2. Catalizzatori diversi richiedono sovrapotenziali differenti per far avvenire la reazione. Le idrogenasi sono interessanti in quanto richiedono un sovrapotenziale relativamente basso: la loro attività catalitica è infatti più efficace del platino, che è il migliore catalizzatore noto per le reazioni che sviluppano H2. Fra i tre diversi tipi di idrogenasi, le idrogenasi [FeFe] sono considerate come le migliori candidate per avere un ruolo in sistemi di produzione di H2 a partire dalla luce solare in quanto offrono un'ulteriore vantaggio grazie all'elevato turnover(maggiore di 9000 s-1).
La bassa attività catalitica e il basso sovrapotenziale tipico delle idrogenasi di tipo [FeFe] sono accompagnati da un'alta sensibilità all'ossigeno molecolare. Per utilizzare questo tipo di idrogenasi nella produzione solare di H2 è necessario progettare delle idrogenasi tolleranti all'ossigeno, in quanto l'O2 è un sottoprodotto della reazione di scissione dell'acqua. Inizialmente, gli sforzi di ricerca dei vari gruppi di tutto il mondo si sono concentrati sulla comprensione dei meccanismi coinvolti nell'inattivazione delle idrogenasi da parte dell'ossigeno. Ad esempio, Stripp e colleghi si sono concentrati sullo studio di pellicole elettrochimiche di proteine, scoprendo che l'ossigeno viene dapprima convertito in una specie reattive a livello del sito attivo dell'idrogenasi [FeFe], danneggiando il dominio [4Fe-4S]. Cohen e colleghi hanno studiato come l'ossigeno può raggiungere il sito attivo (che è sepolto all'interno del corpo della proteine) attraverso un approccio di simulazione dinamica molecolare. I loro risultati indicano che l'O2 diffonde principalmente attraverso due percorsi che si formano per ampliamento e interconnessione tra le cavità dell'enzima durante i movimenti dinamici che l'enzima subisce durante la sua attività. Questi studi, in combinazione con altri risultati, suggeriscono che l'inattivazione è regolata da due fenomeni: la diffusione di O2 a livello del sito attivo e la conseguente modifica distruttiva del sito attivo stesso.
Nonostante queste scoperte sono ancora in corso di studio le tecniche di ingegnerizzazione dell'enzima per renderlo tollerante all'ossigeno. I ricercatori hanno individuato delle idrogenasi di tipo [NiFe] tolleranti all'ossigeno, tuttavia questi enzimi sono efficienti solo nell'assorbimento dell'idrogeno e non nella sua produzione.

## Classificazione biochimica
EC 1.2.1.2 idrogeno deidrogenasi (idrogeno:NAD+ ossidoreduttasi)
H2 + NAD+ = H+ + NADH
EC 1.12.1.3 idrogeno deidrogenasi (NADP+) (idrogeno:NADPH+ ossidoreduttasi)
H2 + NADP+ = H+ + NADPH
EC 1.12.2.1
citocromo-c3 idrogenasi (idrogeno:ferricitocromo-c3 ossidoreduttasi)
2H2 + ferricitocromo c3 = 4H+ + ferrocitocromo c3
EC 1.12.7.2
ferredossina idrogenasi (idrogeno:ferredossina ossidoreduttasi)
H2 + ferredossina ossidata = 2H+ + ferredossina ridotta
EC 1.12.98.1 coenzima F420 idrogenasi (idrogeno:coenzima F420ossidoreduttasi)
H2 + coenzima F420 = coenzima F420 ridotto
EC 1.12.99.6
idrogenasi (accettore) (idrogeno:accettore ossidoreduttasi)
H2 + A = AH2
EC 1.12.5.1 idrogeno:chinone ossidoreduttasi
H2 + menachinone = menachinolo
EC 1.12.98.2
5,10-meteniltetraidrometanopterina idrogenasi (idrogeno:5,10-meteniltetraidrometanopterina ossidoreduttasi)
H2 + 5,10-meteniltetraidrometanopterina = H+ + 5,10-metilentetraidrometanopterina
EC 1.12.98.3
metanosarcina-fenazina idrogenasi [idrogeno:2-(2,3-diidropentaprenilossi)fenazina ossidoreduttasi]
H2 + 2-(2,3-diidropentaprenil)fenazina = 2-diidropentaprenilossifenazina